# Brygida Frosztęga-Kmiecik
Brygida Frosztęga-Kmiecik (ur. 25 stycznia 1981 w Lędzinach, zm. 23 października 2014 w Katowicach) – polska reżyserka filmowa, scenarzystka i dziennikarka.

## Życiorys
Ukończyła Mistrzowską Szkołę Reżyserii Filmowej Andrzeja Wajdy w Warszawie. Była reporterką i reżyserką filmów dokumentalnych, związaną z TVP Katowice. W 2007 otrzymała nagrodę MediaTory w kategorii ReformaTOR za materiał Uporczywa terapia. W 2009 jej film Obywatelka Dorotka nagrodzony został dyplomem honorowym na łódzkim Festiwalu Mediów „Człowiek w zagrożeniu”. Rok później otrzymała I nagrodę w kategorii telewizyjnej na Konkursie „Tak! Pomagam” za reportaż o Jolancie Czernickiej-Siwieckiej Iskierka. W 2011 otrzymała wyróżnienie na Międzynarodowym Festiwalu Reportażu Telewizyjnego „Camera Obscura” w Bydgoszczy za dokument Wygrać emeryturę. W 2013 nakręciła długometrażowy film dokumentalny Inny film o niepełnosprawnych według własnego scenariusza. Film zdobył szereg nagród na festiwalach krajowych.
23 października 2014 zginęła wraz z mężem Dariuszem Kmiecikiem (także dziennikarzem) i dwuletnim synem pod gruzami kamienicy u zbiegu ulic Chopina i Sokolskiej w Katowicach w wyniku wybuchu gazu. Na wniosek przewodniczącego Krajowej Rady Radiofonii i Telewizji prezydent Polski Bronisław Komorowski odznaczył pośmiertnie Brygidę Frosztęgę-Kmiecik Złotym Krzyżem Zasługi. 28 października 2014 pochowano ją, wraz z mężem i synem, na Centralnym Cmentarzu Komunalnym w Katowicach.